# Henry's Crime
Henry's Crime è un film del 2010 diretto da Malcolm Venville, con Keanu Reeves, James Caan e Vera Farmiga.

## Trama
Nella città di Buffalo nello stato di New York vive Henry Torne (Keanu Reeves),  che lavora in un casello di un tratto desolato e solitario dell'autostrada, conducendo una vita piatta, monotona e senza senso ed apparentemente senza ambizione e sogni, come sballottato dalla vita in un vortice di noia senza fine. Un giorno di una mattina apparentemente normale, un amico, Eddie (Fisher Stevens) chiede a Henry di giocare in una partita di baseball. Convinto dal più smaliziato amico ed ex compagno di liceo con la scusa di sostituire un giocatore malato, Henry accetta ma si ritrova coinvolto senza volerlo e senza saperlo, con la scusa di un falso prelievo al bancomat, nella rapina alla cassa di risparmio di Buffalo alla guida di una macchina rubata. Il motore acceso della vettura di fronte all'edificio della banca insospettisce una guardia giurata che, come tutte le mattine, fa colazione in una vicina tavola calda, arrestando senza difficoltà Henry come complice della rapina. Il povero e sfortunato Henry, invece di fare i nomi dei veri colpevoli, tiene la bocca cucita quasi in una sorta di appiattimento mentale senza cercare di evitare la galera dove viene immediatamente imprigionato. Come se non bastasse Debbie (Judy Greer) la moglie di Henry decide di divorziare da lui per sposarsi con Joe, l'uomo che ha dovuto sostituire nella tragica partita di baseball mai disputata per convincerlo a partecipare inconsapevolmente alla rapina: incredibilmente questa notizia non sembra sconvolgere il fresco detenuto che risponde alla notizia con la sua proverbiale apatia.
In gattabuia Henry conosce Max Saltzman (James Caan), un tipo singolare ed eccentrico finito al fresco per avere ideato innumerevoli truffe, un detenuto che è contentissimo di stare in carcere e stranamente non ha alcuna intenzione di uscirne, forse per togliersi il senso di colpa causatogli dalla realizzazioni delle sue bravate. Con Max, Henry instaura quasi subito un rapporto di amicizia che si trasforma col passare del tempo in una complicità come quella tra padre e figlio. L'incontenibile Max è cresciuto troppo bene con la familiarità e la sicurezza della sua vita "idilliaca" dietro le sbarre, e stuzzicando Henry cercando di farlo uscire del suo torpore pianta inconsapevolmente un'idea nella mente di Henry con la formulazione di una semplice domanda: quale è il tuo scopo nella vita? Questo quesito cambierà la vita dell'ex casellante per sempre facendolo giungere alla conclusione che un uomo per trovare il suo scopo, deve prima avere un sogno. Passano diciotto mesi e una volta fuori dal carcere e scontata la sua pena Henry,si ritrova senza lavoro e senza casa, dato che la moglie è incinta di Joe, uno degli amici che l'hanno messo nei guai. Di fronte all'ennesima delusione Henry si ritrova quasi ipnotizzato fermo in mezzo alla strada davanti alla banca di Buffalo, la stessa causa di tutte le sue disgrazie; dirigendosi verso l'entrata però viene investito da Julie (Vera Farmiga) una attrice squattrinata famosa a Buffalo solo per uno spot grottesco di una lotteria trasmesso in TV chiamata "Buffalotto", che lei odia. Frank (Bill Duke) la guardia giurata che arrestò Henry lo aiuta a rialzarsi accompagnandolo a curarsi nella tavola calda vicino alla banca, lo riconosce ma fa finta di niente e lo difende da le ingiurie di Julie distratta al telefono alla guida della sua automobile.
Henry improvvisamente ha una folgorazione leggendo un vecchio articolo su un giornale appeso sui muri del bagno che descriveva il furto della banca di Buffalo, la stessa che non ha rapinato, avvenuto negli anni 30 ai tempi del proibizionismo, dove una banda fece un tunnel sfruttando un passaggio sotterraneo usato in passato da contrabbandieri che si trova in un teatro adiacente nel quale una banda di malviventi mise a segno un colpo milionario. Ecco lo scopo tanto agognato, decide allora di rapinare veramente la stessa banca per cui è stato imprigionato erroneamente. Ma per fare questo ha bisogno dell'aiuto del suo ex compagno di cella Max, all'inizio riluttante e spaventato di lasciare il suo insolito paradiso dietro le sbarre: potrebbe lasciare senza difficoltà la cella sulla parola dichiarandosi pentito di fronte alla commissione di rilascio. Stuzzicato e incuriosito dalla richiesta di Henry, accetta di aiutare il suo maldestro amico e dinnanzi alla commissione di rilascio opta per la libertà. Mentre il più esperto Max studia il modo di mettere in pratica la rapina, Henry incontra di nuovo Julie e tra di loro nasce subito una grande complicità che sfocia in seguito in una storia d'amore. Ben presto Julie si trova complice consapevole e indifferente allo stesso tempo della rapina che si svolgerà nel teatro dove verrà rappresentata la tragedia di Čechov "Il giardino dei ciliegi". Max con uno stratagemma diviene volontario nella produzione della tragedia e incoraggia Henry a diventare un attore nella produzione del teatro di per ottenere l'accesso al tunnel che è posizionato nel camerino degli attori. Il marito di Debbie, Joe, viene reclutato per contribuire ad eliminare il tunnel di fango.
In preda ai fumi dell'alcool, un giorno Joe informa Eddie, lo stesso che causò la carcerazione di Henry, ed insiste a partecipare al colpo. Alla banda si aggiunge anche Frank, la guardia giurata che imprigionò Henry perché l'istituto di credito per cui lavora per lui è colpevole di non averlo aiutato nel momento del bisogno non concedendogli un prestito che avrebbe potuto salvare la moglie dal cancro offrendole cure migliori: informa così i ladri quando e come ci sarà il maggiore afflusso di denaro nella banca nel caveau. Intanto tra Henry e Julie il legame si fa sempre più forte; Henry capisce di essere sempre più innamorato di Julie e in lui si insinua il dubbio che forse Julie è più importante della rapina milionaria. Spaventata dall'amore di Henry, Julie caccia di casa Henry che confessa i suoi dubbi anche a Max, ma oramai il tunnel tra teatro e banca è quasi finito; inoltre il giorno della rapina segnalato da Frank che annuncia un grosso carico di soldi in arrivo alla banca di Buffalo coincide con la serata della prima della rappresentazione della tragedia di Čechov. Durante la rapina Eddie non si smentisce e, per cercare di prendere tutti i soldi per se stesso, utilizza una pistola che ferisce Henry alla gamba, ma viene fermato e disarmato da Joe e Max: così Eddie viene lasciato nel deposito legato. La banda mette a segno il colpo ed Henry, ferito e con gli abiti da scena nel mezzo della rappresentazione, fugge in macchina ma chiede a Joe fermare l'auto. Max comprende le ragioni di Henry che vuole tornare a teatro da Julie e i due ex galeotti si salutano dicendosi di volersi bene. Così Henry durante la rappresentazione dichiara di amare Julie stravolgendo il copione: alla fine l'attrice prima di baciare Henry sorridendo manda "a farsi fottere" il regista che dietro le quinte esigeva una risposta da Julie che si godeva semplicemente il momento.

## Produzione
Le riprese si sono svolte a Buffalo.

## Distribuzione
Il film è stato presentato in anteprima al Toronto International Film Festival il 14 settembre 2010. L'uscita nelle sale inglesi è avvenuta il 14 gennaio 2011.